# Synomera procrustes
Synomera procrustes är en fjärilsart som beskrevs av William Schaus 1916. Synomera procrustes ingår i släktet Synomera och familjen nattflyn. Inga underarter finns listade i Catalogue of Life.